# Korálelőjáték
A korálprelúdium (korálprelűd) vagy korálelőjáték egy liturgikus kompozíció orgonára, amit egy koráldallamra komponáltak. A barokk zene egy igen kedvelt műfaja volt.
A mű liturgikus funkciója az, hogy röviden bemutassa az elkövetkezendő – a gyülekezet által is énekelendő – korál dallamát, elsősorban a protestánsoknál – közülük is eredetileg az evangélikusoknál – volt jellemző. Annak ellenére, hogy ez általában egy polifónikus mű volt, a dallamnak mindig jól hallhatónak kellett maradni, még akkor is, ha a mű több másik obligát szólamot tartalmazott.
Az első korálelőjátékot Dietrich Buxtehude írta, a műfaj csúcsát Johann Sebastian Bachnál érte el (lásd: Orgelbüchlein), de később is születtek művek e műfajban, például Johannes Brahms vagy Max Reger tollából, de a tendencia a mai napig tart.